# Nationalpark Copo
Der Copo National Park (spanisch Parque Nacional Copo) ist ein Nationalpark in der argentinischen Provinz Santiago del Estero. Er liegt im Departamento Copo. Er wurde am 22. November 2000 eingerichtet. Er beheimatet primär die Vegetation des Trockenen Chaco (Chaco Seco). Der Park umfasst eine Fläche von 1181,18 km². Nächster Ort und Sitz der Nationalparkverwaltung ist die Kleinstadt Pampa de los Guanacos.

## Geographie
Der Park liegt im äußersten Nordosten der Provinz Santiago del Estero, die hier bereits an die Provinz Chaco grenzt. Die Region ist eine überwiegend flache Sedimentebene und weist nur wenige Tümpel und saisonale Wasserläufe auf. Letztere verlaufen häufig tief in den Boden eingeschnitten.

## Klima
|                        | Jan  | Feb  | Mär  | Apr  | Mai  | Jun  | Jul  | Aug  | Sep  | Okt  | Nov  | Dez  |   |      |
| Mittl. Temperatur (°C) | 27,9 | 27,1 | 25,1 | 22,0 | 18,2 | 16,3 | 15,7 | 18,7 | 21,2 | 24,3 | 25,5 | 27,2 | ⌀ | 22,4 |
| Mittl. Tagesmax. (°C)  | 33,4 | 32,3 | 30,1 | 26,6 | 23,0 | 21,4 | 21,8 | 25,9 | 28,4 | 30,8 | 31,6 | 32,9 | ⌀ | 28,2 |
| Mittl. Tagesmin. (°C)  | 23,1 | 22,7 | 21,0 | 18,3 | 14,4 | 12,4 | 11,0 | 13,1 | 15,3 | 19,0 | 20,2 | 22,3 | ⌀ | 17,7 |
|                        |      |      |      |      |      |      |      |      |      |      |      |      |   |      |
| Niederschlag (mm)      | 146  | 140  | 137  | 95   | 52   | 34   | 24   | 30   | 45   | 92   | 126  | 144  | Σ | 1065 |
|                        |      |      |      |      |      |      |      |      |      |      |      |      |   |      |
| Sonnenstunden (h/d)    | 10,0 | 9,3  | 7,9  | 6,4  | 6,0  | 5,8  | 7,3  | 8,8  | 8,7  | 8,6  | 9,5  | 9,9  | ⌀ | 8,2  |
|                        |      |      |      |      |      |      |      |      |      |      |      |      |   |      |
| Regentage (d)          | 8    | 8    | 9    | 7    | 6    | 4    | 4    | 3    | 4    | 7    | 7    | 8    | Σ | 75   |
|                        |      |      |      |      |      |      |      |      |      |      |      |      |   |      |
| Luftfeuchtigkeit (%)   | 60   | 63   | 68   | 71   | 69   | 71   | 62   | 51   | 47   | 53   | 55   | 59   | ⌀ | 60,7 |

| 23,1 |

| 22,7 |

| 21,0 |

| 18,3 |

| 14,4 |

| 12,4 |

| 11,0 |

| 13,1 |

| 15,3 |

| 19,0 |

| 20,2 |

| 22,3 |

| 23,1 |

| 22,7 |

| 21,0 |

| 18,3 |

| 14,4 |

| 12,4 |

| 11,0 |

| 13,1 |

| 15,3 |

| 19,0 |

| 20,2 |

| 22,3 |

Das Klima ist ganzjährig warm bis heiß. Niederschläge treten ganzjährig auf, dennoch ist der Südwinter zumeist trocken. Im Südsommer kommt es dagegen häufig zu kurzen, aber heftigen, Regenfällen in Form von lokalen Gewittern. Mit einer lokal und jährlich stark schwankenden Niederschlagsmenge von 500 bis über 1000 mm und einer jährlichen Mitteltemperatur von 22,4 °C entspricht das lokale Klima einem Steppenklima der Klasse BShw.

## Flora
Der Park besteht großteils aus Wald- und Buschland. Charakteristische Baumart ist der Schinopsis lorentzii. Wegen seines hohen Tanningehalt und des harten Holzes wurde dieser Baum früher massenhaft abgeholzt. Früher bedeckten Quebrachobäume ca. 80 % der Provinz Santiago. Heutzutage sind gerade einmal 20 % erhalten.
Daneben gibt es große Vorkommen der Mesquiteart Prosopis kuntzei, des Guayacan Libidibia paraguariensis, Ziziphus mistol und des Florettseidenbaum.
Zu den vorkommenden charakteristischen Sträuchern gehören unter anderem der chilenische Pfefferbaum (Schinus polygama), Achatocarpus praecox, Anisocapparis speciosa, Cynophalla retusa, Castela coccinea.

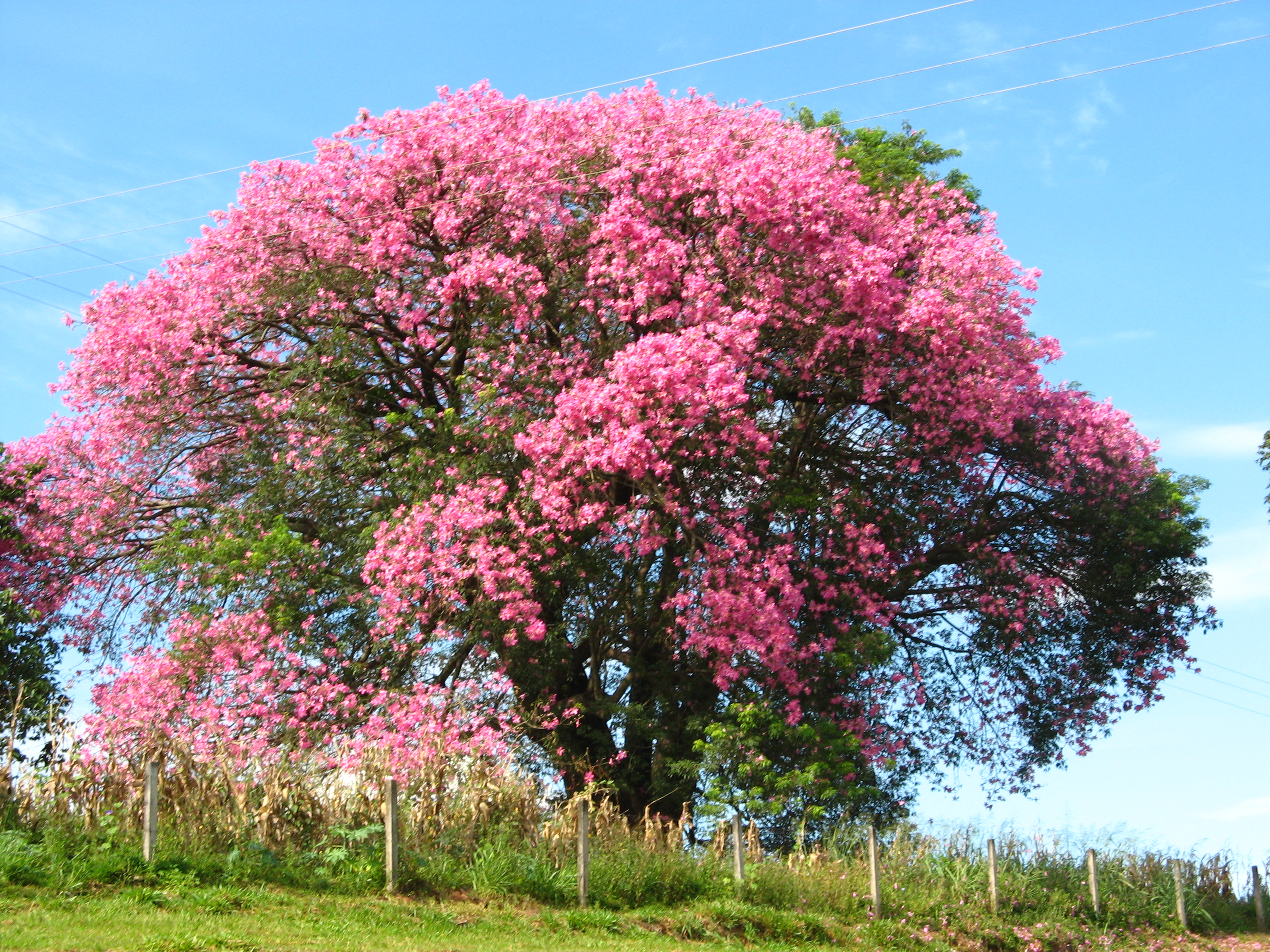
Florettseidenbaum (Ceiba speciosa) in Blüte
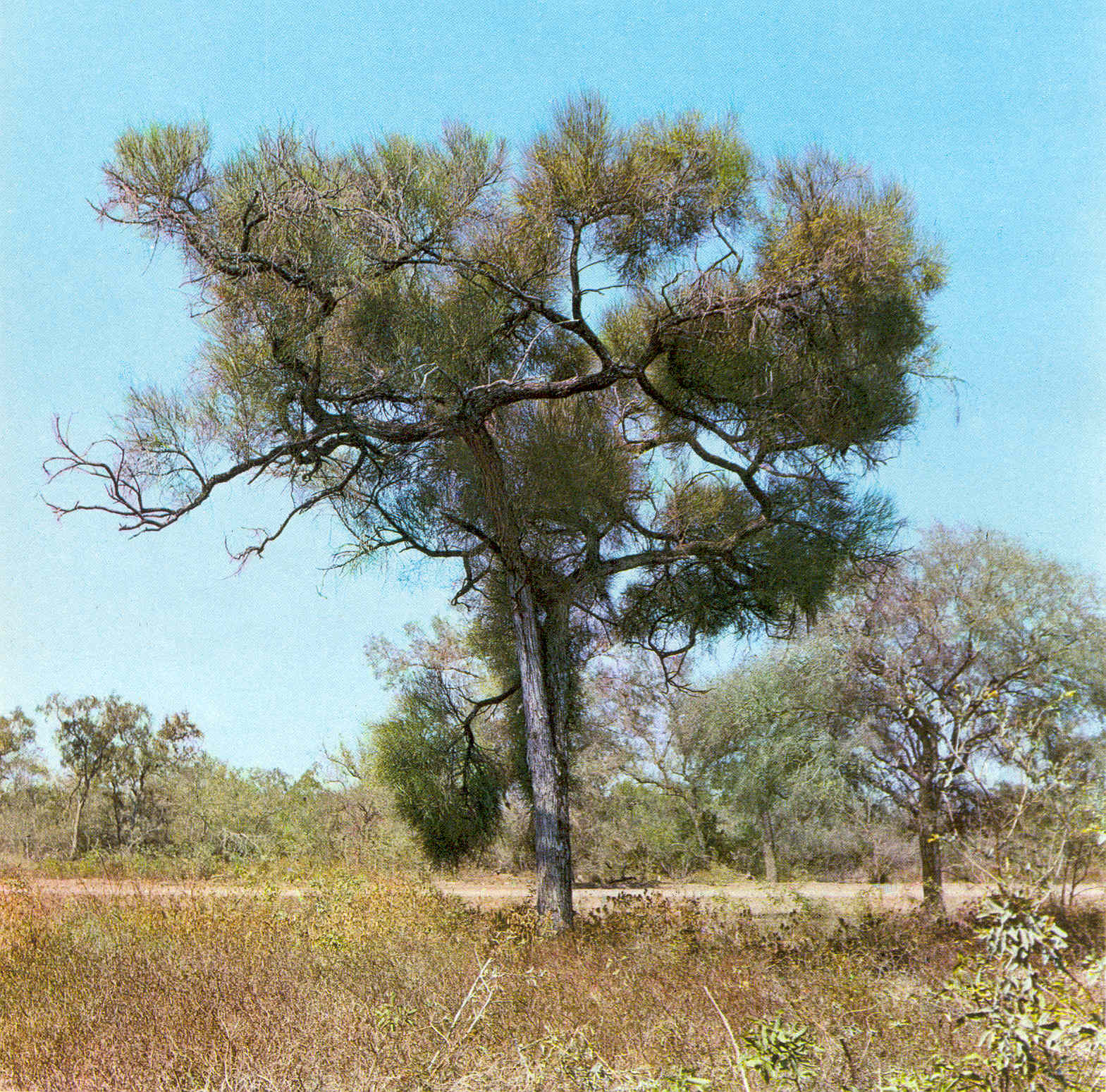
Prosopis kuntzei
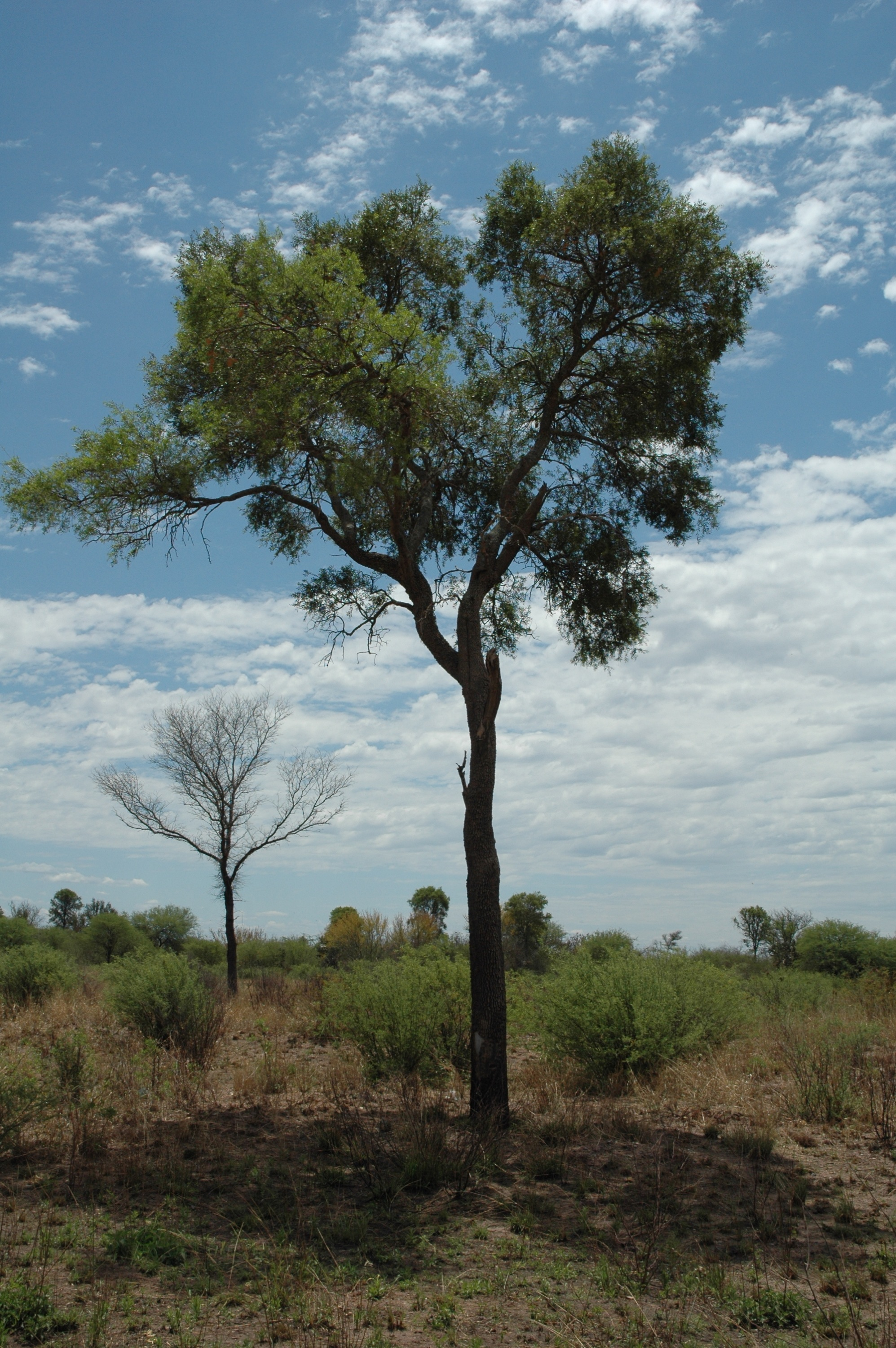
Schinopsis lorentzii
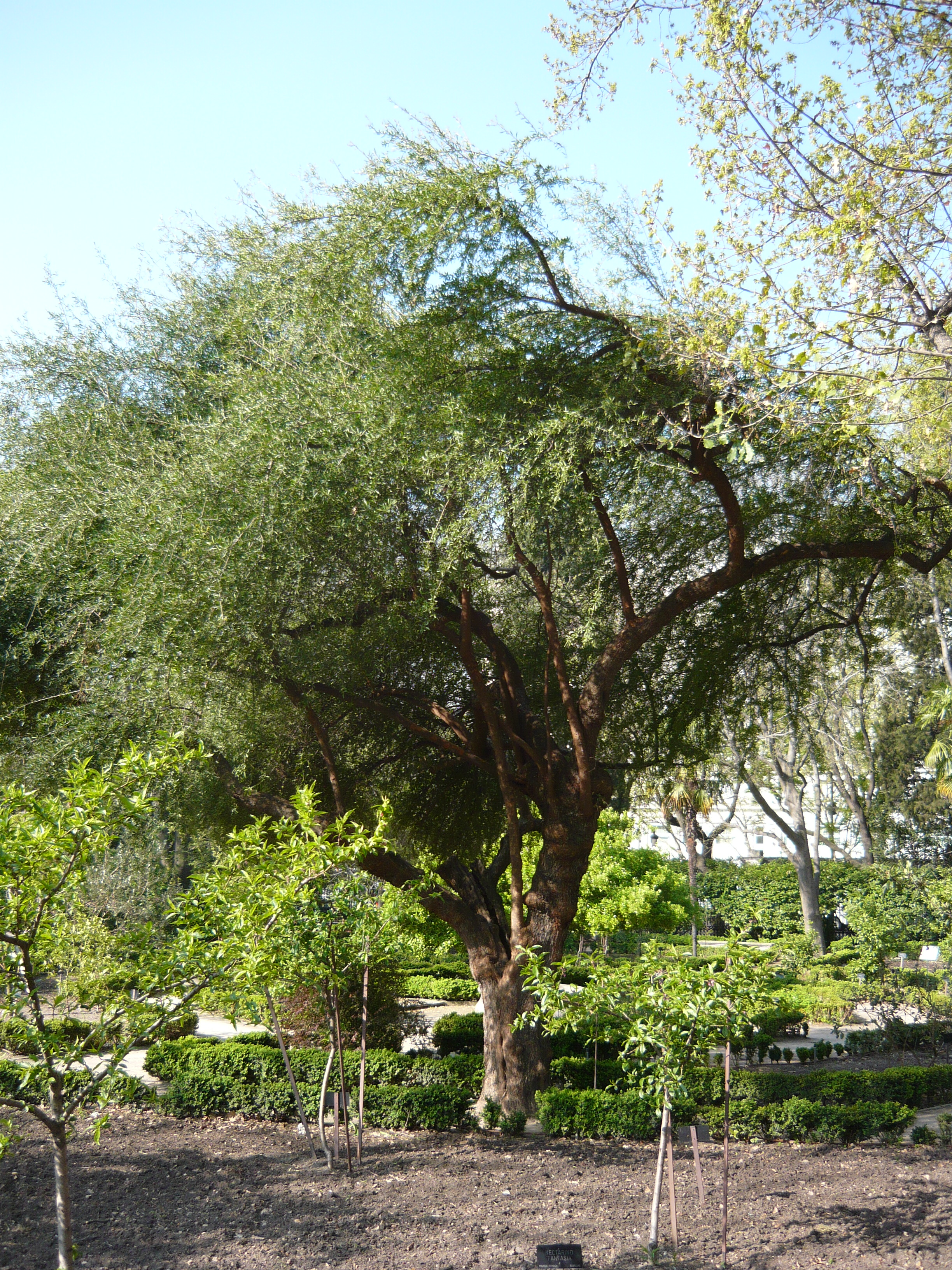
Chilenischer Pfefferbaum

## Fauna
Die Fauna des Parkes umfasst knapp 200 Vogelarten, etwa 50 verschiedene Säugetiere, 30 Reptilienarten und etwa ein Dutzend Amphibien. Außerdem etwa 150 verschiedene Insekten- und zwei Dutzend Spinnenarten.
Zu den großen Säugetierarten im Park gehören unter anderem das Graumazama, der Mähnenwolf, der Jaguar, Großer Ameisenbär, das Chaco-Pekari und das Riesengürteltier.

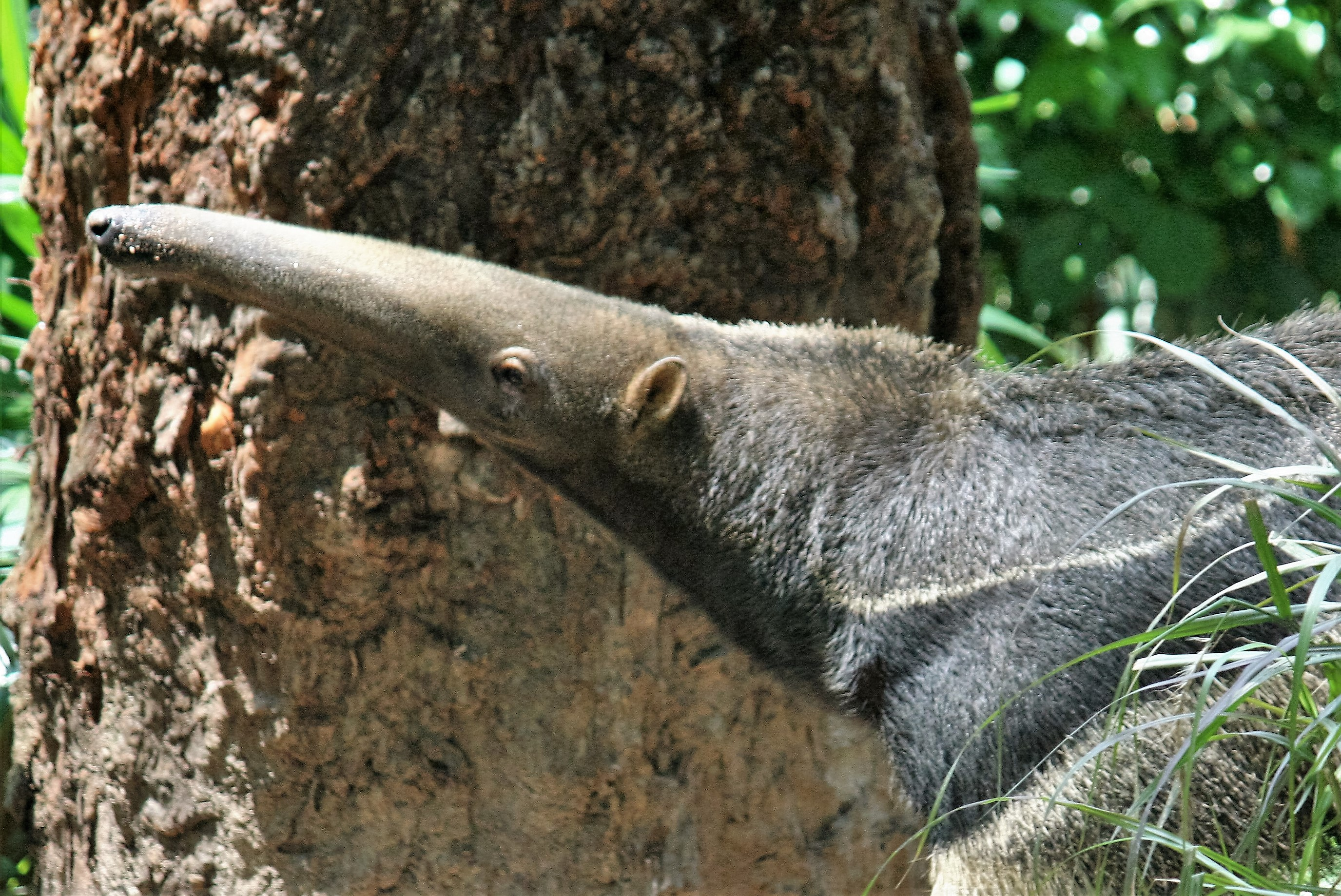
Großer Ameisenbär
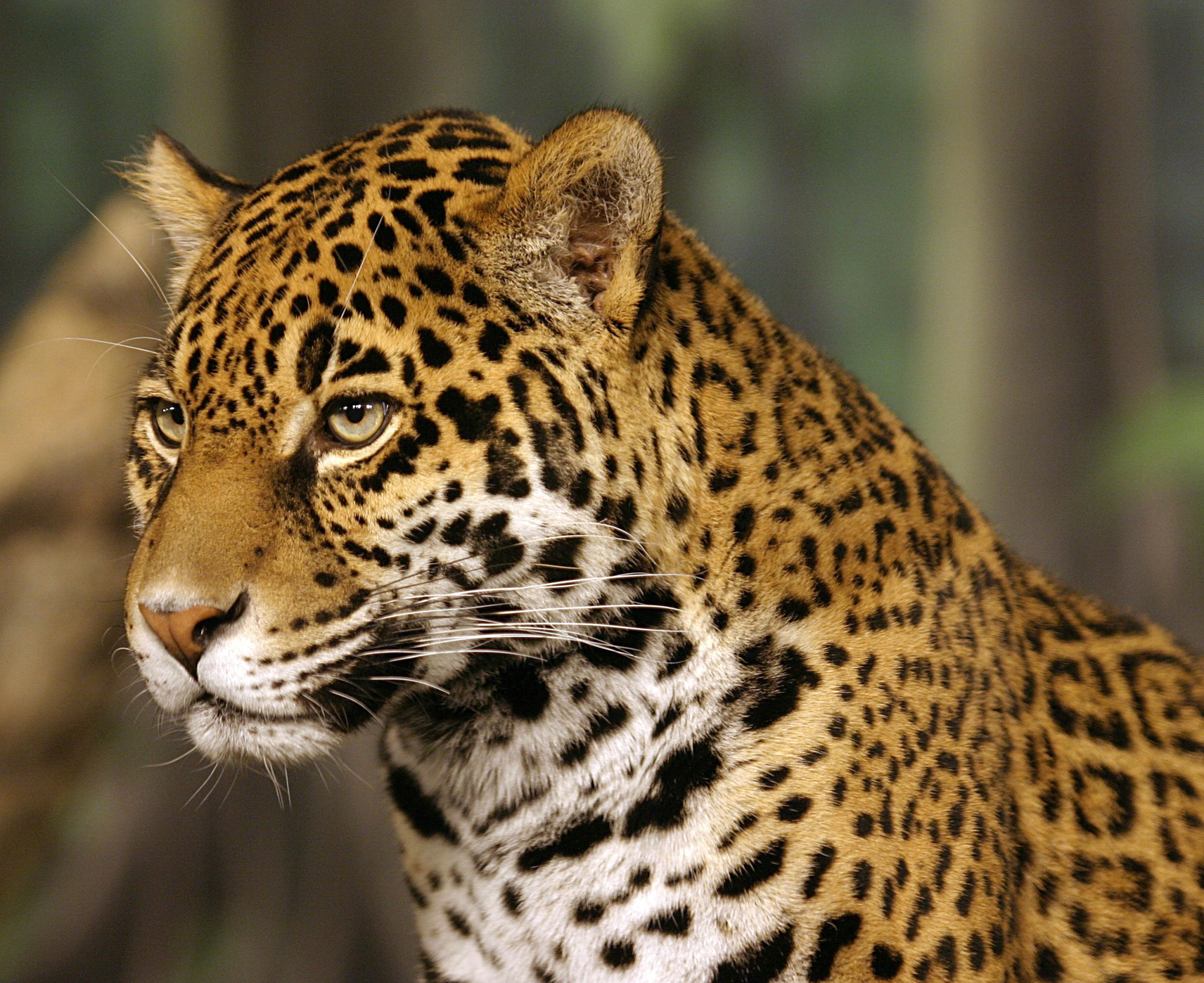
Jaguar
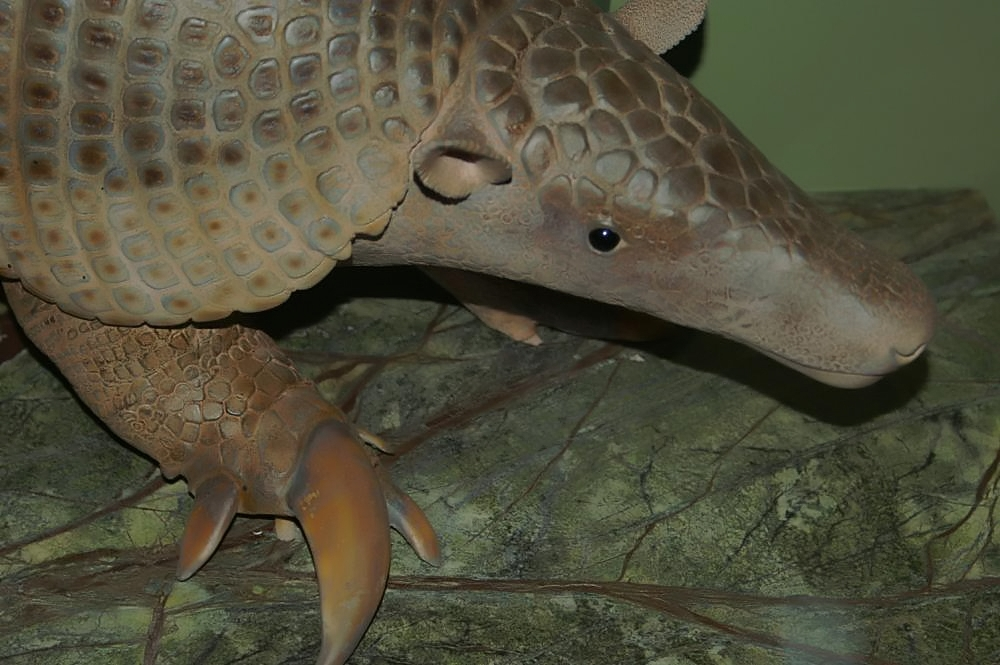
Riesengürteltier
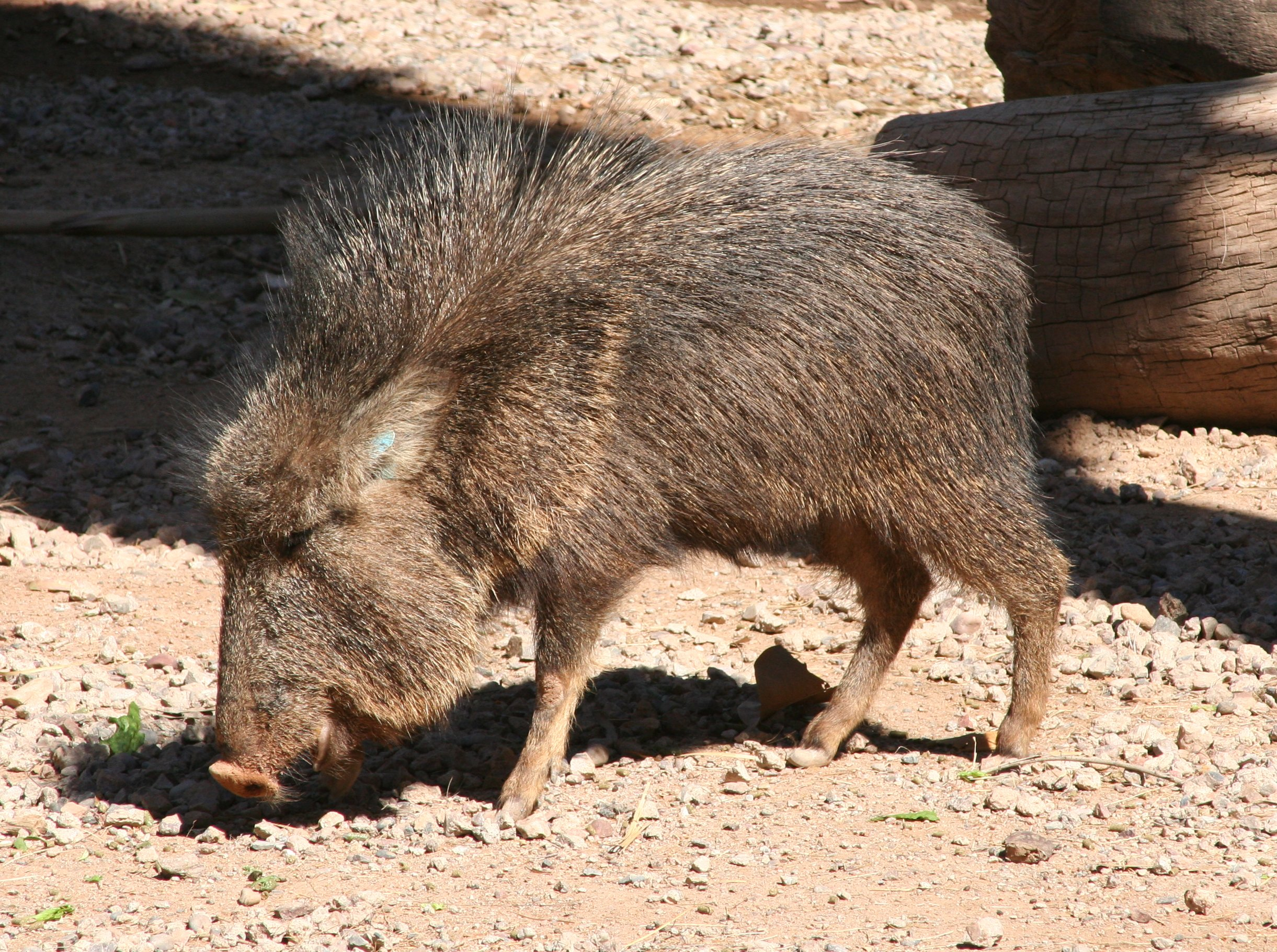
Chaco-Pekari
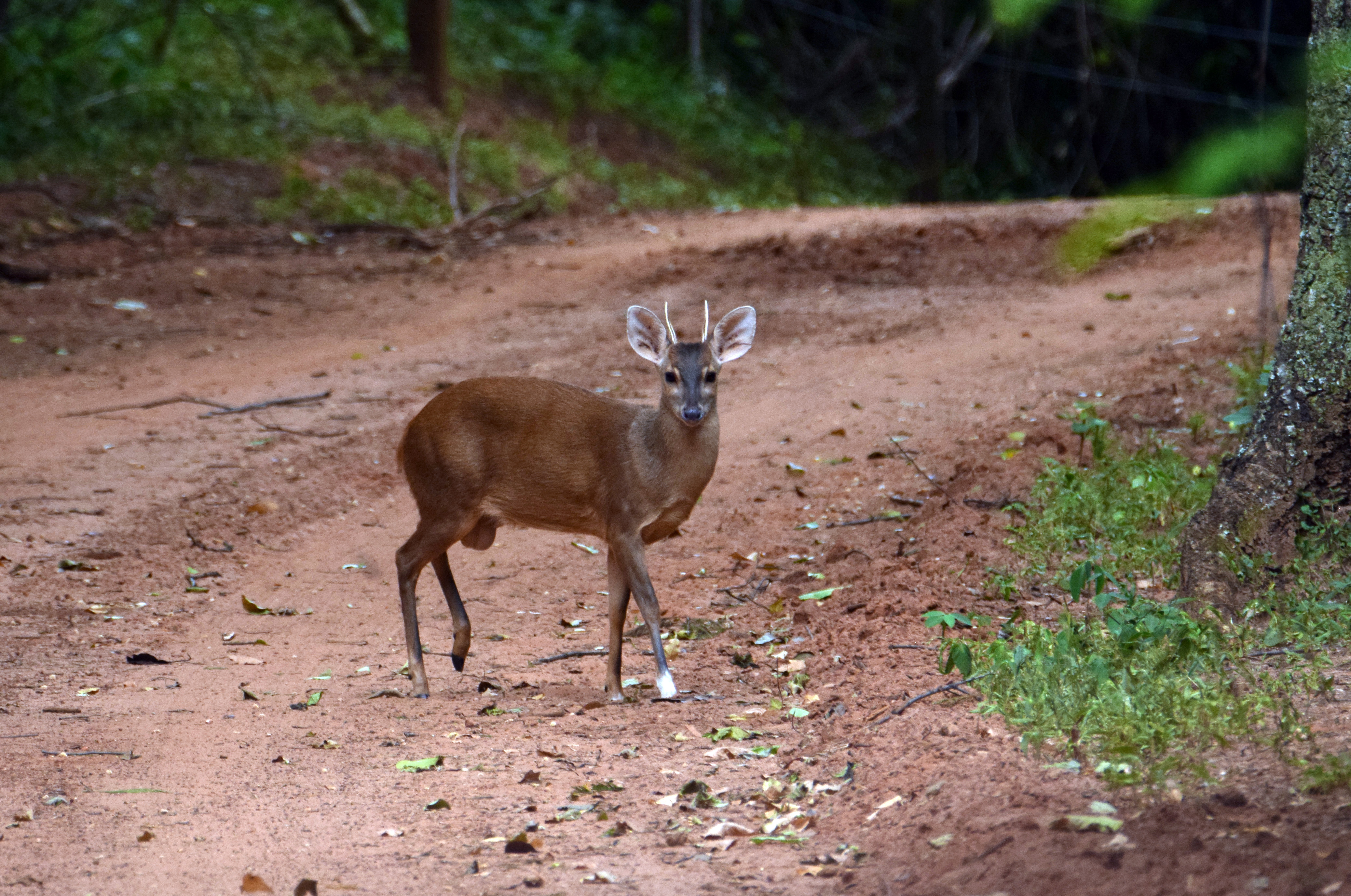
Graumazama

Zu den Vogelarten im Park gehören unter anderem der Große Nandu, die Blaustirnamazone, der Schopftöpfer und die Chacochachalaca.

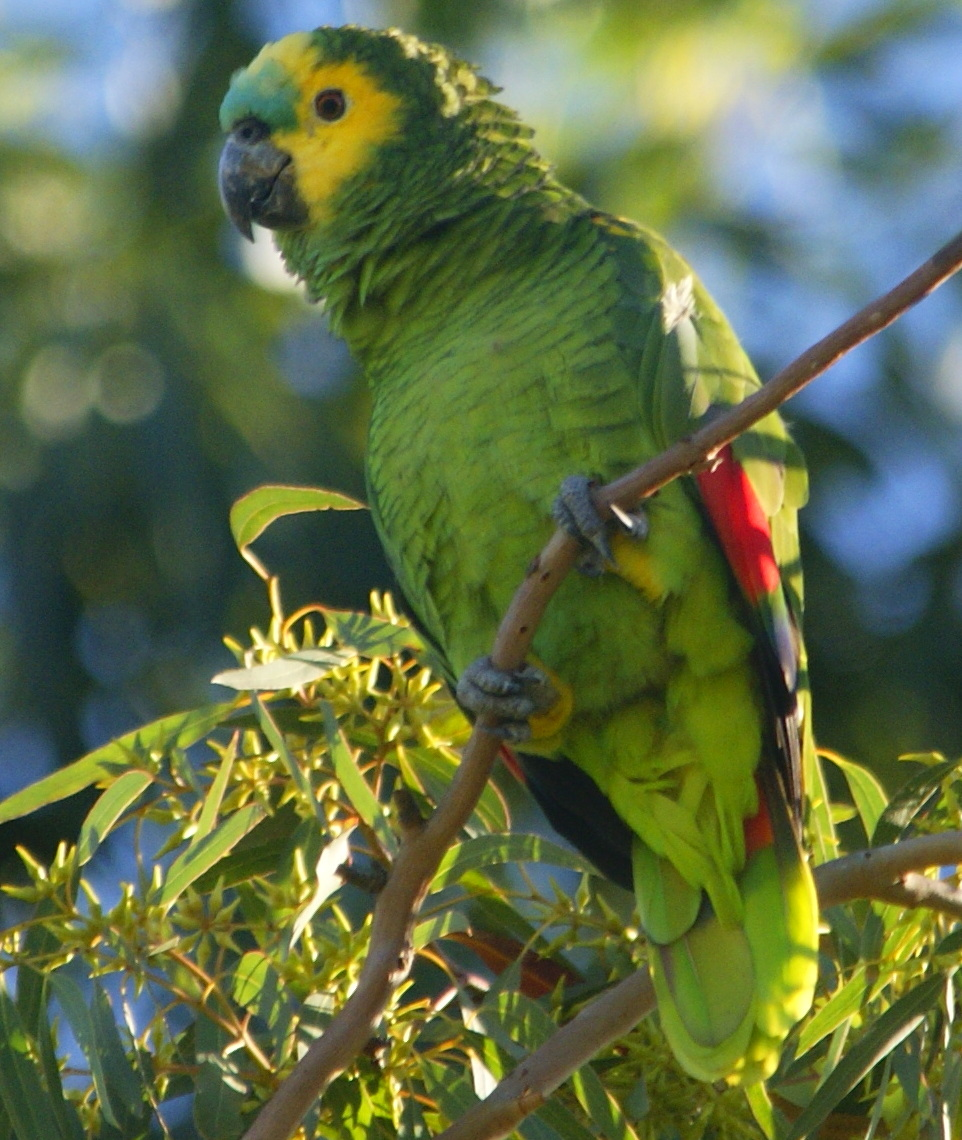
Blaustirnamazone
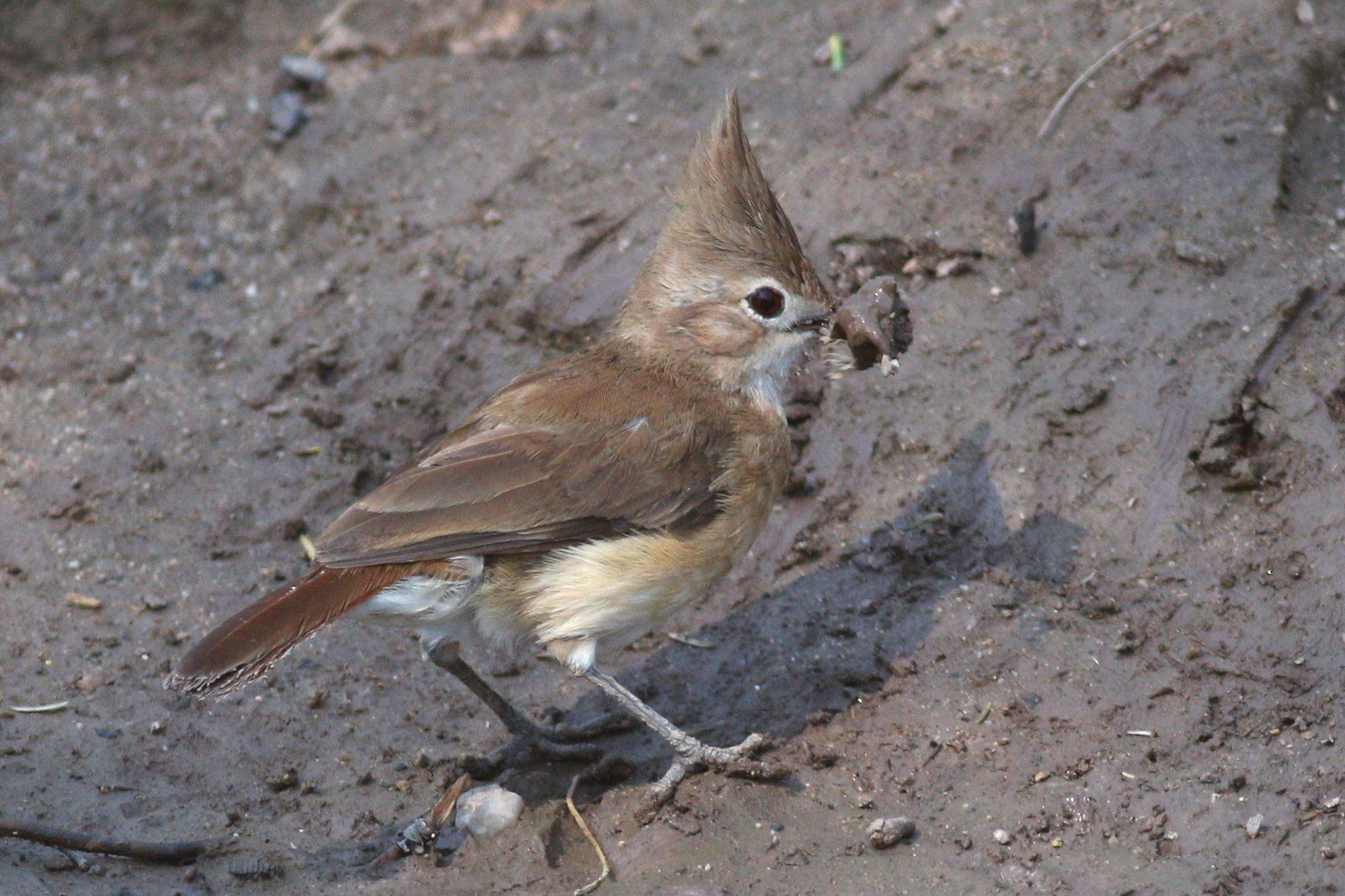
Schopftöpfer
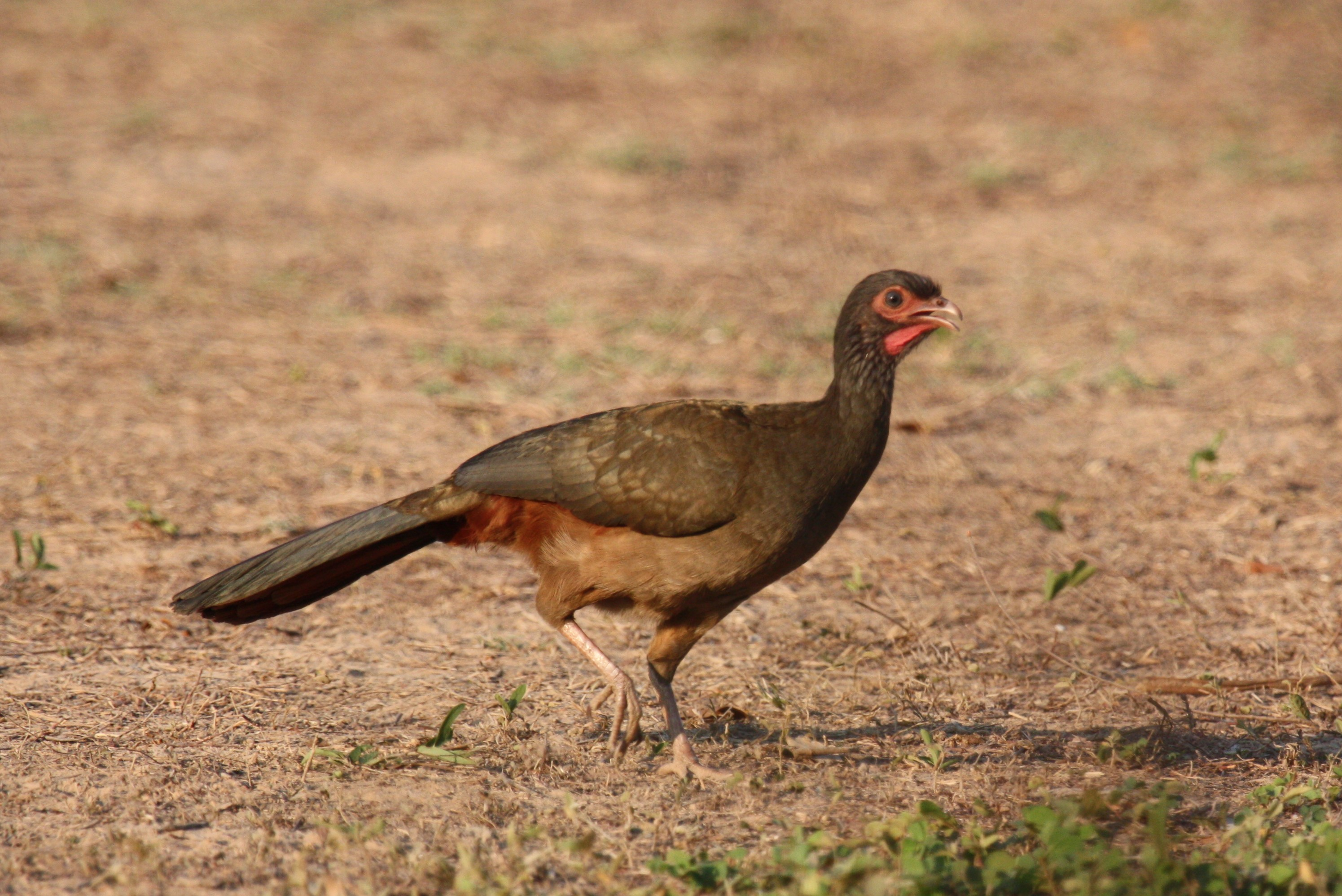
Chacochachalaca

Zu den Reptilienarten im Park gehören der Rote Teju, die Argentinische Landschildkröte, Südboa, Yarará und die Schauer-Klapperschlange.

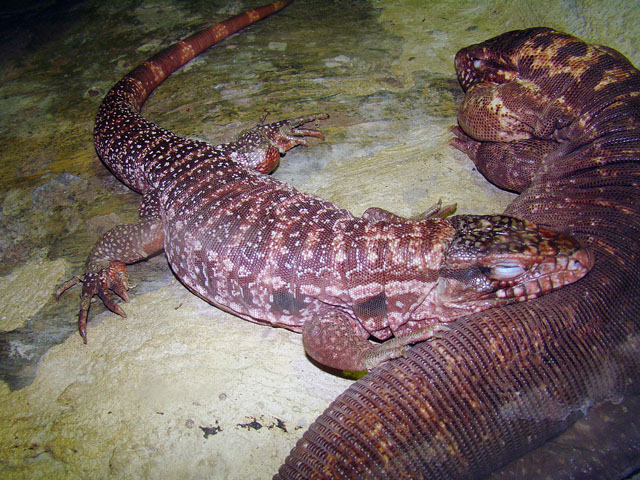
Roter Teju
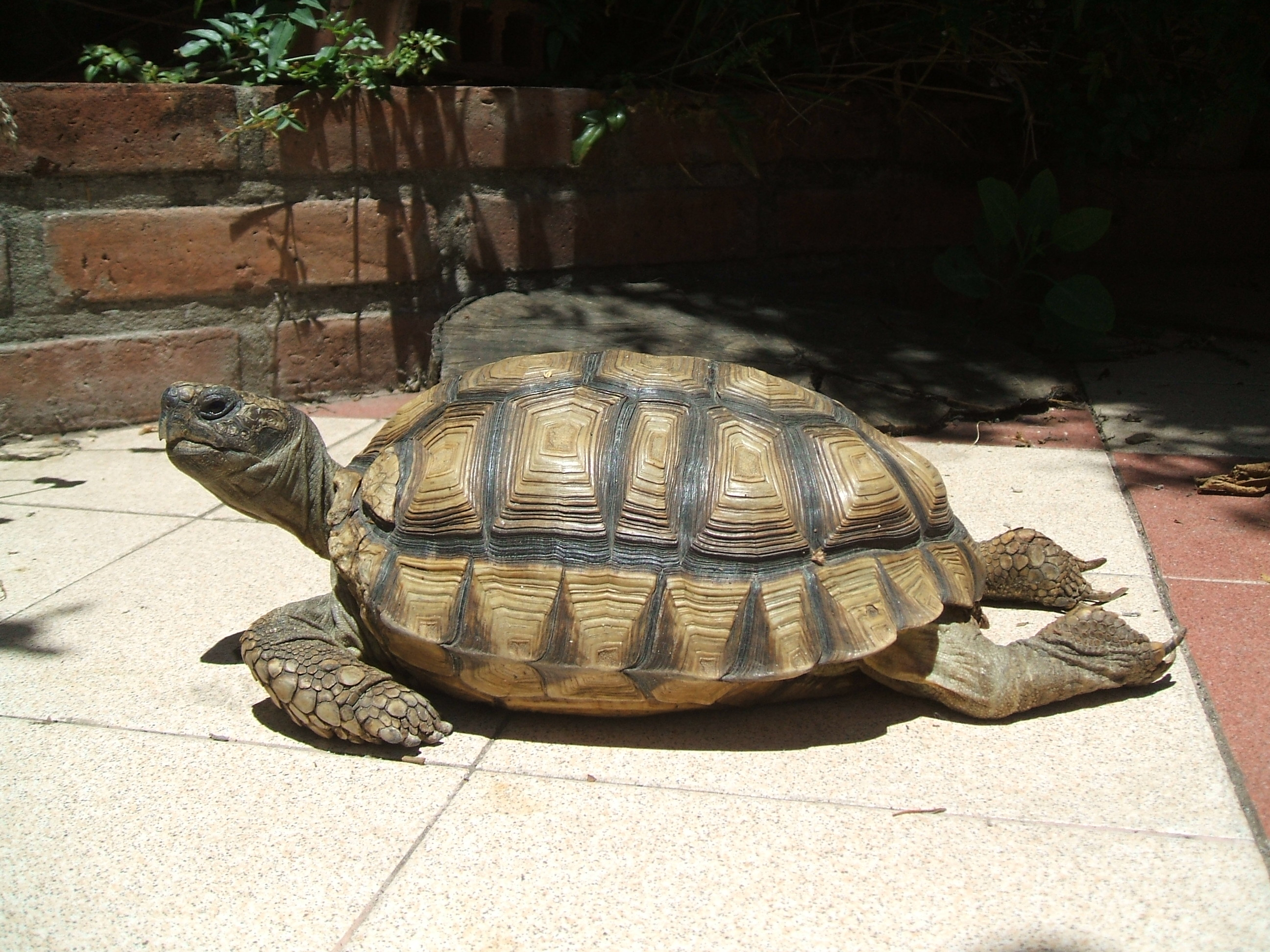
Argentinische Landschildkröte
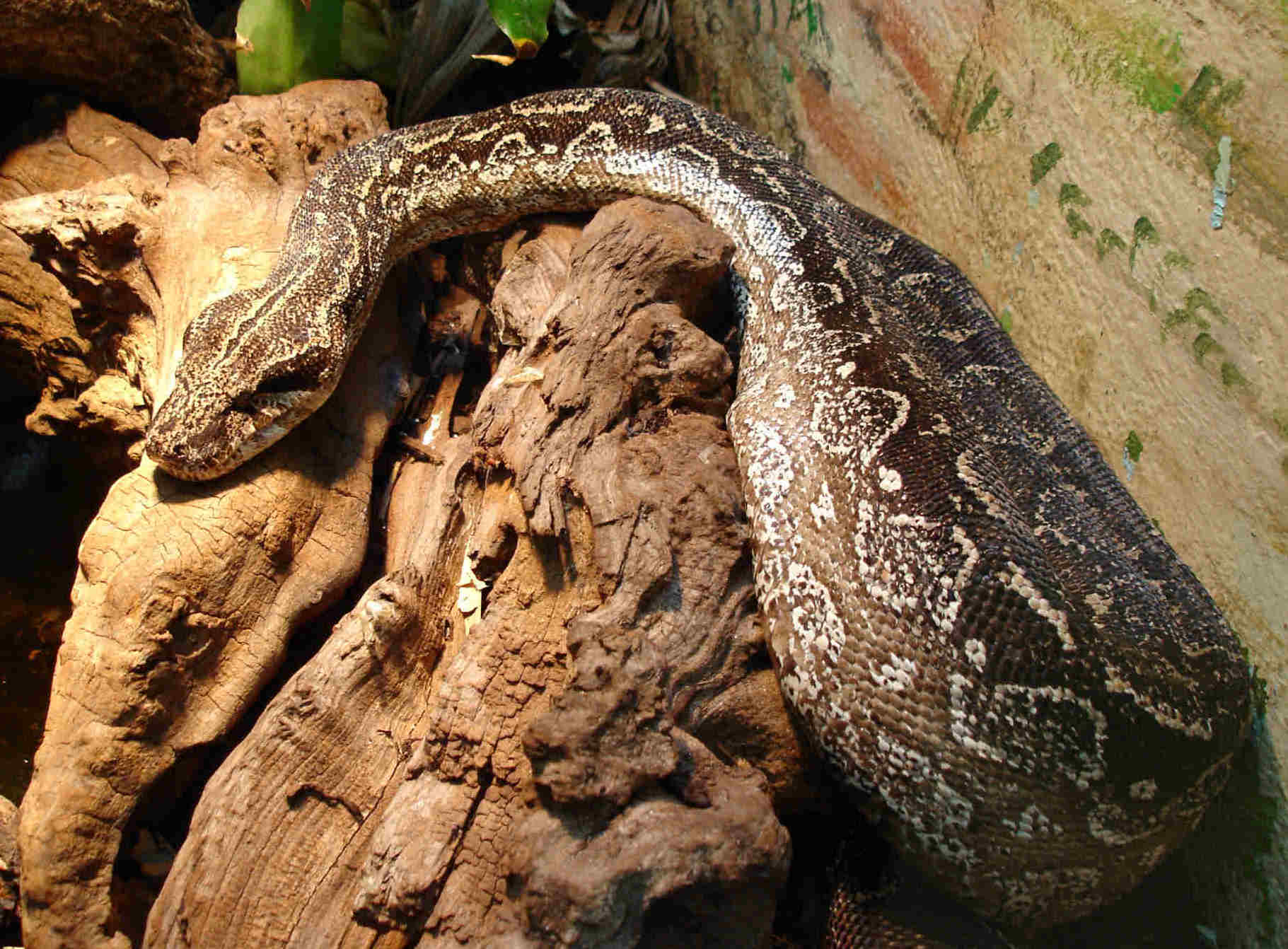
Südboa
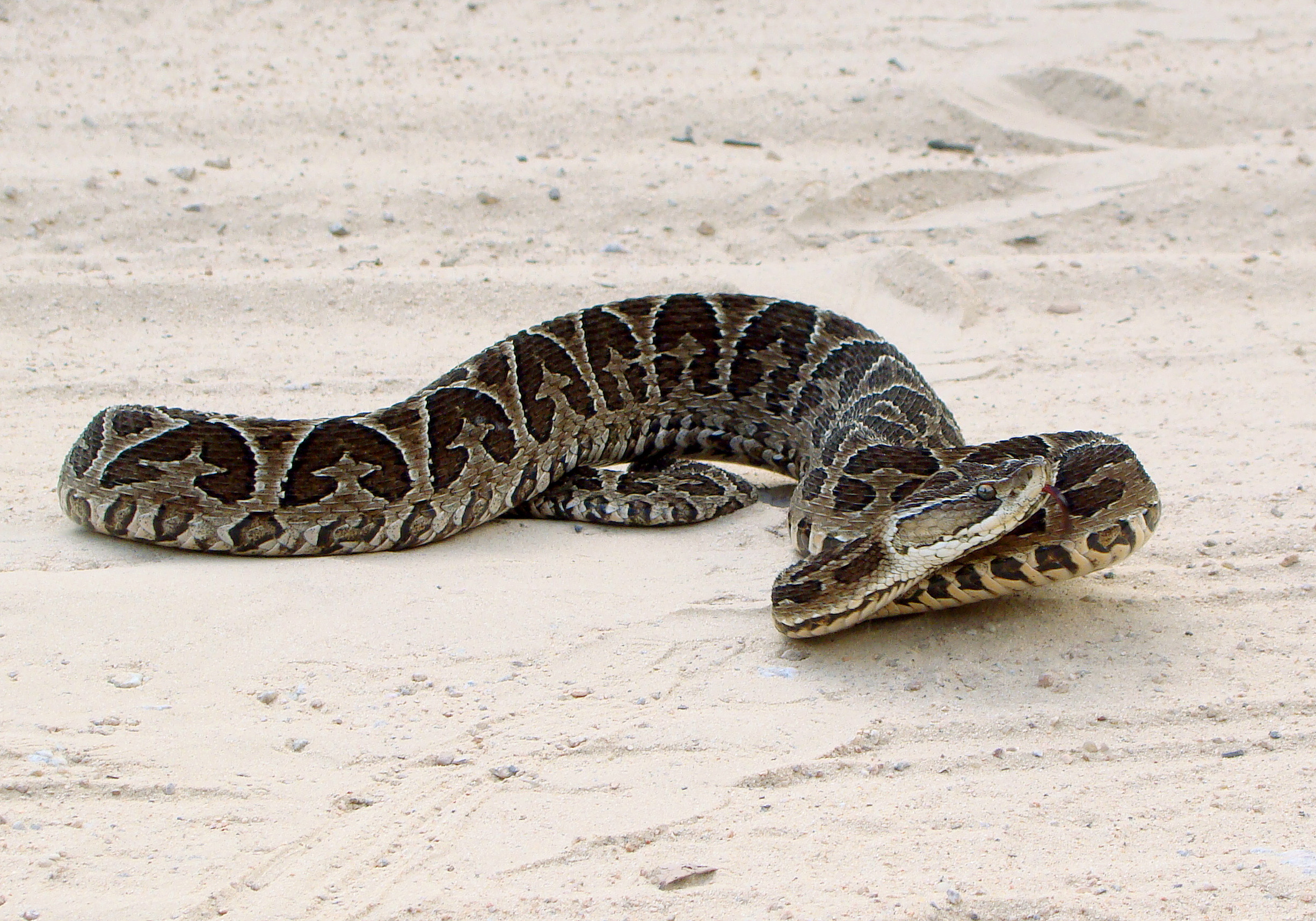
Halbmond-Lanzenotter
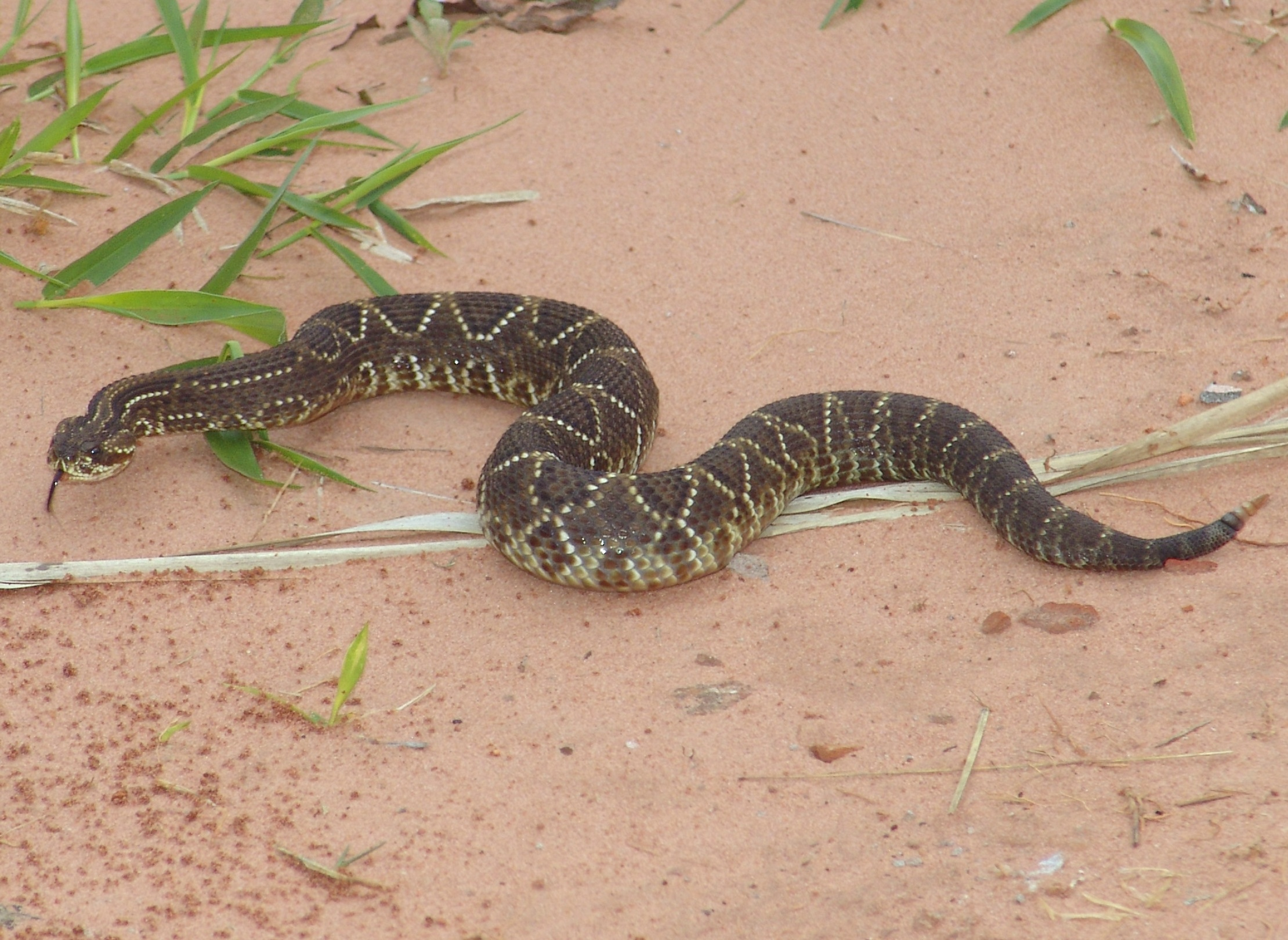
Schauer-Klapperschlange (Cascabel)

## Besuch
Der Park weist nur wenig touristische Infrastruktur auf. Entsprechend werden pro Jahr kaum mehr als ein paar hundert Besucher verzeichnet. Eine Erschließung mittels Wanderwegen befindet sich aber in Planung.